# Biéville-Quétiéville
Biéville-Quétiéville és un municipi francès situat al departament de Calvados i a la regió de Normandia. L'any 2007 tenia 329 habitants.

## Demografia

### Població
El 2007 la població de fet de Biéville-Quétiéville era de 329 persones. Hi havia 132 famílies de les quals 28 eren unipersonals (12 homes vivint sols i 16 dones vivint soles), 56 parelles sense fills, 44 parelles amb fills i 4 famílies monoparentals amb fills.
La població ha evolucionat segons el següent gràfic:
Habitants censats

### Habitatges
El 2007 hi havia 158 habitatges, 133 eren l'habitatge principal de la família, 18 eren segones residències i 7 estaven desocupats. 156 eren cases i 2 eren apartaments. Dels 133 habitatges principals, 110 estaven ocupats pels seus propietaris, 14 estaven llogats i ocupats pels llogaters i 9 estaven cedits a títol gratuït; 6 tenien dues cambres, 20 en tenien tres, 28 en tenien quatre i 78 en tenien cinc o més. 114 habitatges disposaven pel capbaix d'una plaça de pàrquing. A 57 habitatges hi havia un automòbil i a 69 n'hi havia dos o més.

### Piràmide de població
La piràmide de població per edats i sexe el 2009 era:
| Homes | Edats   | Dones |
| ----- | ------- | ----- |
| 0     | 95 o +  | 0     |
| 4     | 90 a 94 | 4     |
| 0     | 85 a 89 | 8     |
| 0     | 80 a 84 | 0     |
| 0     | 75 a 79 | 8     |
| 8     | 70 a 74 | 8     |
| 4     | 65 a 69 | 12    |
| 12    | 60 a 64 | 12    |
| 8     | 55 a 59 | 4     |
| 16    | 50 a 54 | 0     |
| 28    | 45 a 49 | 20    |
| 8     | 40 a 44 | 12    |
| 4     | 35 a 39 | 4     |
| 12    | 30 a 34 | 4     |
| 12    | 25 a 29 | 28    |
| 12    | 20 a 24 | 8     |
| 24    | 15 a 19 | 8     |
| 4     | 10 a 14 | 12    |
| 0     | 5 a 9   | 4     |
| 8     | 0 a 4   | 12    |

## Economia
El 2007 la població en edat de treballar era de 228 persones, 183 eren actives i 45 eren inactives. De les 183 persones actives 166 estaven ocupades (91 homes i 75 dones) i 17 estaven aturades (8 homes i 9 dones). De les 45 persones inactives 15 estaven jubilades, 8 estaven estudiant i 22 estaven classificades com a «altres inactius».

### Ingressos
El 2009 a Biéville-Quétiéville hi havia 138 unitats fiscals que integraven 346,5 persones, la mediana anual d'ingressos fiscals per persona era de 17.755 €.

### Activitats econòmiques
Dels 12 establiments que hi havia el 2007, 1 era d'una empresa extractiva, 1 d'una empresa de fabricació d'altres productes industrials, 4 d'empreses de construcció, 2 d'empreses de comerç i reparació d'automòbils, 1 d'una empresa de serveis i 3 d'entitats de l'administració pública.
Dels 3 establiments de servei als particulars que hi havia el 2009, 2 eren paletes i 1 fusteria.
L'any 2000 a Biéville-Quétiéville hi havia 27 explotacions agrícoles que ocupaven un total de 1.530 hectàrees.

## Equipaments sanitaris i escolars
El 2009 hi havia una escola elemental integrada dins d'un grup escolar amb les comunes properes formant una escola dispersa.

## Poblacions més properes
El següent diagrama mostra les poblacions més properes.